# Хлебников, Александр Феодосиевич
Алекса́ндр Феодо́сиевич Хле́бников (род. 28 июня 1950 года, Тула, РСФСР, СССР) — советский и российский химик-органик, доктор химических наук, профессор кафедры органической химии Института химии Санкт-Петербургского государственного университета. Специалист в области органического синтеза, химии малых циклов, гетероциклов и илидов азота. Член Экспертного совета по органической химии Высшей аттестационной комиссии Министерства образования и науки Российской Федерации (с 2013 года).

## Биография
Родился 28 июня 1950 года в Туле.
Поступил на Химический факультет Ленинградского университета в 1967 году. В 1972 году окончил университет с отличием. Кандидат химических наук (1975). Служил в Военно-морском флоте (1976—1981), награждён медалью «60 лет Вооружённых Сил СССР».
С 1999 года — профессор кафедры органической химии СПбГУ. Доктор химических наук (1998). В 2005 году А. Ф. Хлебникову присвоено учёное звание профессора по кафедре органической химии.
В 2010 году награждён Почётной грамотой Министерства образования и науки РФ, в 2013 году удостоен университетской премии «За научные труды».

## Педагогическая деятельность
Один из ведущих преподавателей кафедры органической химии СПбГУ. Преподавательская деятельность А. Ф. Хлебникова в полной мере соответствует университетскому стилю, который характеризуется тем, что результаты научной деятельности активно используются в преподавательской работе.
Разработал и читает оригинальные лекционные курсы: «Современные методы органического синтеза» и «Стереохимия и конформационный анализ». Автор трёх учебных пособий — «Номенклатура органических соединений», части 1 и 2 (2002—2003), «Современная номенклатура органических соединений» (2004) и «Практикум по органическому синтезу» (2009). Подготовил десять кандидатов наук и одного доктора наук.

## Научная деятельность
Крупный специалист в области органического синтеза, химии малых циклов, гетероциклов и илидов азота. Им разработаны новые тандемные методологии синтеза широкого круга полифункциональных азотсодержащих циклических и ациклических молекул. Текущими научными интересами Александра Феодосиевича является применение азиринов, азиридинов и изоксазолов в качестве строительных блоков для получения ансамблей гетероциклов и полигетероароматических соединений для создания перспективных материалов, лекарств, химических сенсоров, средств визуализации биологических процессов, органических полупроводников, производительных преобразователей энергии.
Специалист в области квантово-химических расчётов, регулярно использует их в научной работе для расшифровки механизмов сложных органических реакций, оценки реакционной способности короткоживущих интермедиатов и рационального поиска принципиально новых химических превращений органических соединений.
Имеет широкие международные связи, участвовал в выполнении ряда международных проектов. Особо следует выделить контакты с почётным профессором Химического факультета СПбГУ профессором Армином де Майере (Геттингенский университет, Германия).
Выполнил ряд оригинальных исследований в области комбинаторной химии и химии циклопропанов. А. Ф. Хлебниковым осуществлён синтез серии оптически активных линейных триангуланов — полиспироциклопропанов содержащих от 4 до 15 спиросочлененных трёхчленных колец.
Автор более 200 статей в научных журналах, индексируемых в Web of Science, в том числе 20 обзоров, 5 патентов, глав в монографиях и имеет один из самых высоких в Институте химии СПбГУ индексов цитируемости. Регулярно выступает с докладами на российских и международных научных конференциях, является членом организационных комитетов многих научных конференций.
Руководитель двух грантов Российского научного фонда.

## Участие в работе советов и редколлегий
Член Экспертного совета по органической химии Высшей аттестационной комиссии Министерства образования и науки Российской Федерации (с 2013 года); член Учёного совета химического факультета и затем Института химии СПбГУ (до 2017 года); член диссертационного совета Д 212.232.28 по органической химии при СПбГУ (до 2018 года); председатель диссертационных советов по присуждению степени доктора наук СПбГУ (2017 и 2019 годы). Является членом редакционного совета международного журнала Molecules.